# Cinclus pallasii
Il merlo acquaiolo bruno o merlo acquaiolo asiatico (Cinclus pallasii Temminck, 1820), è un uccello passeriforme della famiglia dei Cinclidae.

## Etimologia
Il nome scientifico della specie, pallasii, rappresenta un omaggio a Peter Simon Pallas.

## Descrizione

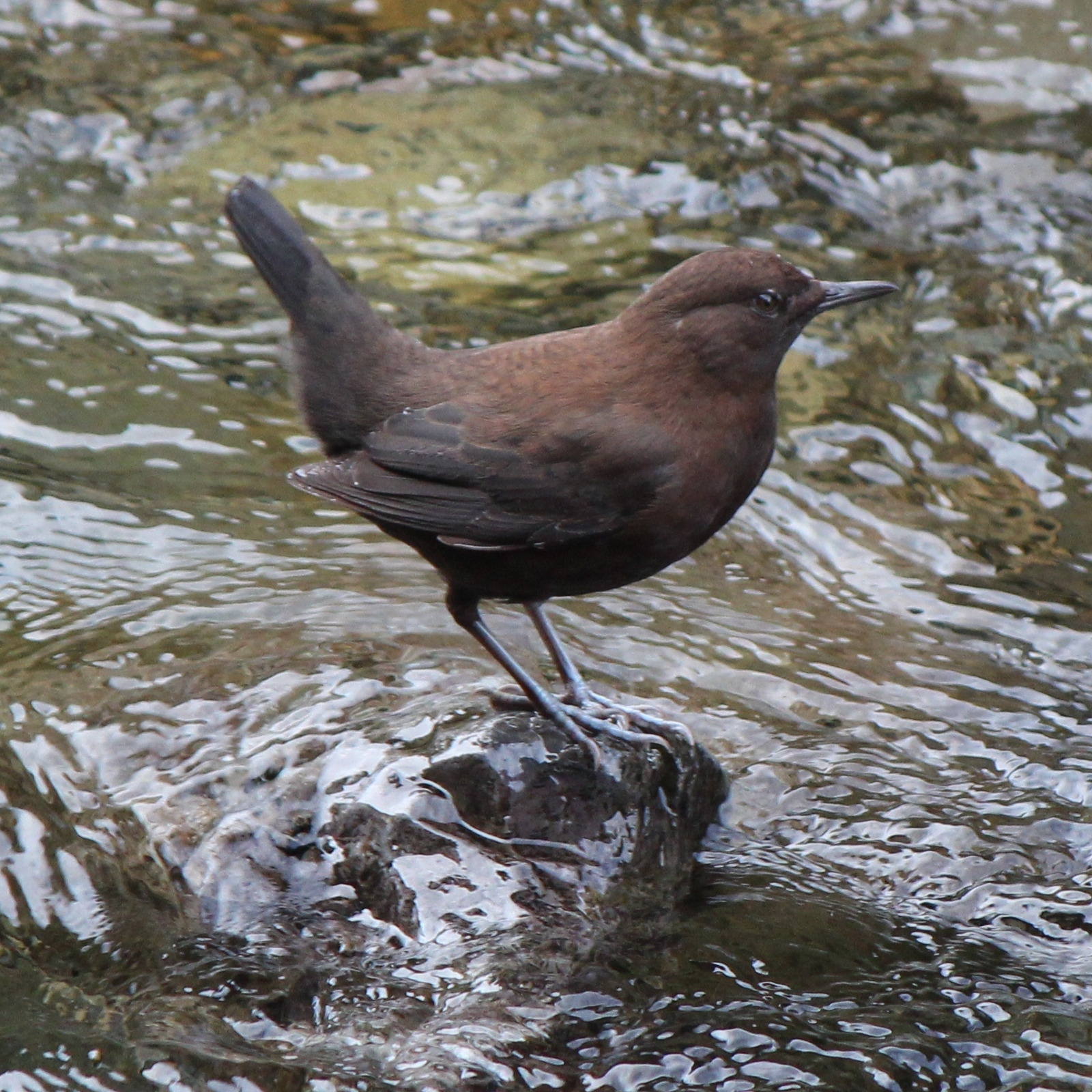
Esemplare nella prefettura di Mie.

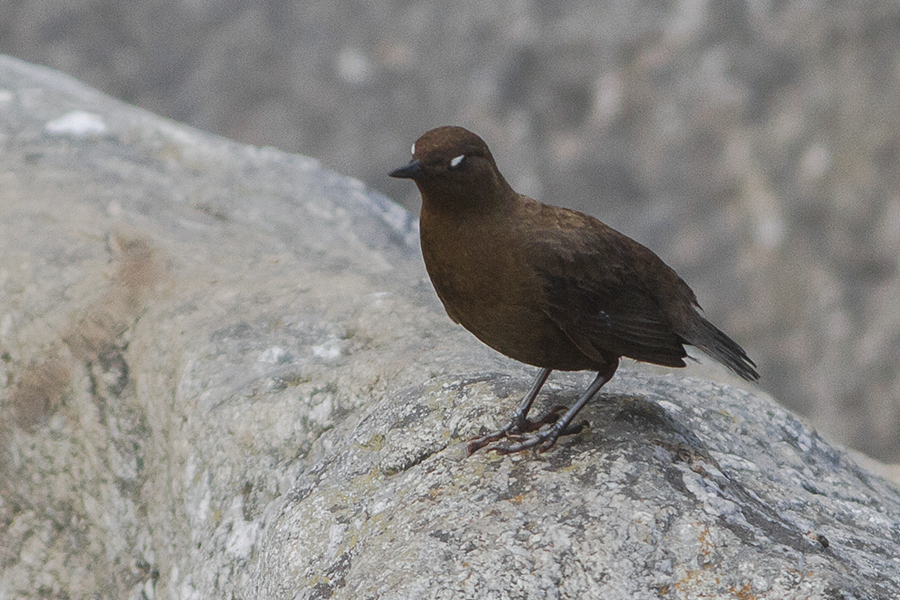
Esemplare nell'Uttarakhand lascia intravedere le palpebre bianche.

### Dimensioni
Coi suoi 21–23 cm di lunghezza, per 62-88,7 g di peso, questi uccelli rappresentano i cinclidi di maggiori dimensioni: a parità d'età, i maschi possono essere più grandi rispetto alle femmine anche di un terzo.

### Aspetto
Si tratta di uccelletti dall'aspetto tozzo e paffuto, con testa grande e rotonda che sembra incassata direttamente nel torso, becco sottile e appuntito, corte ali arrotondate e coda squadrata, con forti zampe dalle lunghe e robuste dita e dagli artigli ricurvi: nel complesso, il merlo acquaiolo bruno è molto simile al congenere merlo acquaiolo comune, rispetto al quale risulta tuttavia immediatamente riconoscibile in virtù della mancanza di bianco su gola e petto, della maggiore estensione del bruno cefalico sul dorso e della mancanza di sfumature ramate sul ventre.
Il piumaggio, come intuibile dal nome comune, è dominato dalle tonalità del bruno scuro, più caldo e con sfumature cannella su testa, dorso, codione, area scapolare, petto, ventre e sottocoda e più scuro e tendente al nerastro sulle ali e sulla coda: non è presente dimorfismo sessuale apprezzabile nella colorazione.
Il becco e le zampe sono di colore nerastro, mentre gli occhi sono di colore bruno, con palpebre biancastre.

## Biologia

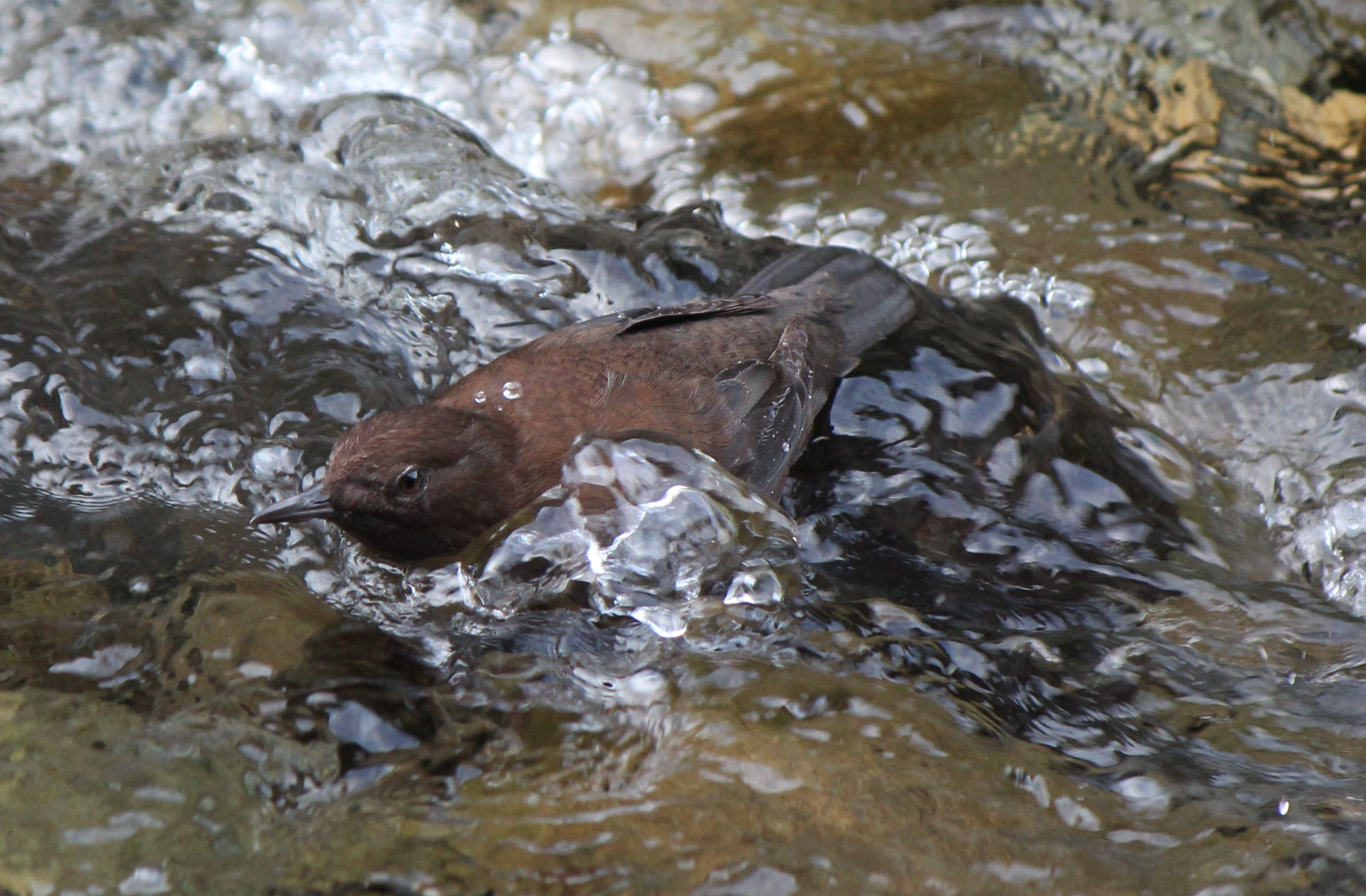
Esemplare cerca il cibo in Giappone.

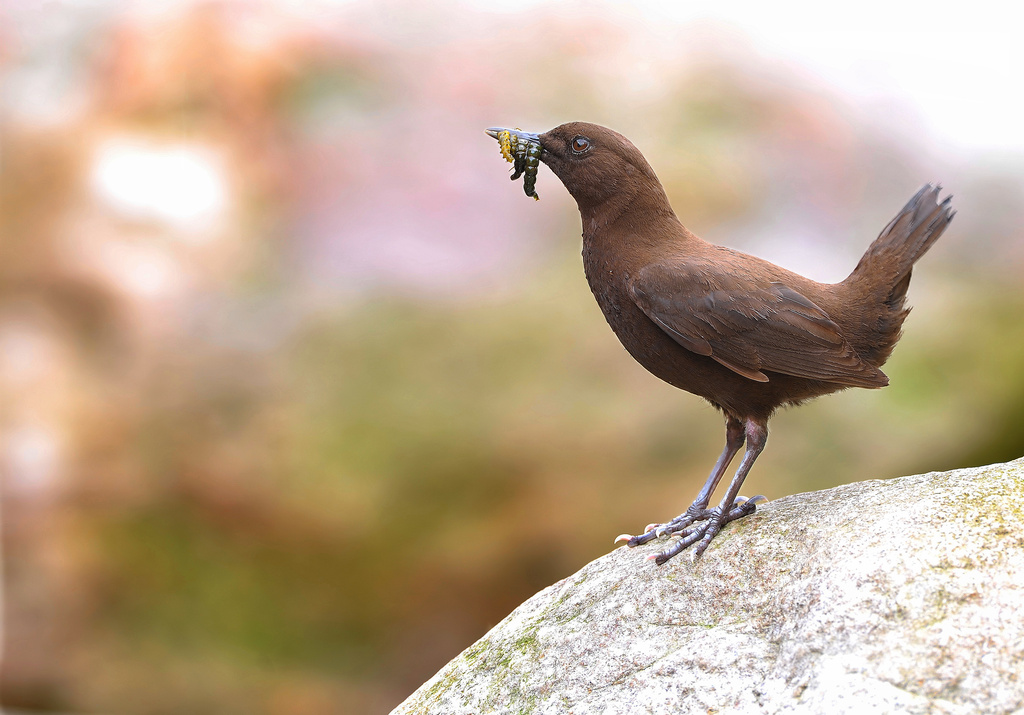
Esemplare con cibo nel becco.

Si tratta di uccelletti diurni molto vispi e vivaci, che vivono da soli (o in coppie durante la stagione degli amori, quando sono particolarmente territoriali) e passano la maggior parte della giornata alla ricerca di cibo, immeregendosi frequentemente e rimanendo in apnea fino a un minuto per reperire il cibo, aiutati in questo dal piumaggio idrorepellente, dalle forti zampe che li aiutano ad ancorarsi al fondo mentre camminano e dalle forti ali, utilizzate come pinne per nuotare.

Fuori dall'acqua, questi uccelli non si fermano praticamente mai, annuendo continuamente con la testa ed oscillando la coda in su e in giù.
Il richiamo di questi uccelli è gracidante e molto acuto, al fine di poter sovrastare il rumore delle acque impetuose circostanti.

### Alimentazione
Il merlo acquaiolo bruno è un uccello quasi esclusivamente insettivoro, la cui dieta è composta in massima parte da larve e ninfe di effimere, Plecotteri e tricotteri, ma anche da piccoli molluschi e crostacei acquatici.
Questi uccelli reperiscono il cibo tuffandosi o camminando nell'acqua fino ad essere completamente sommersi, e smuovendo pietre e detriti sommersi per mettere allo scoperto le prede.

### Riproduzione

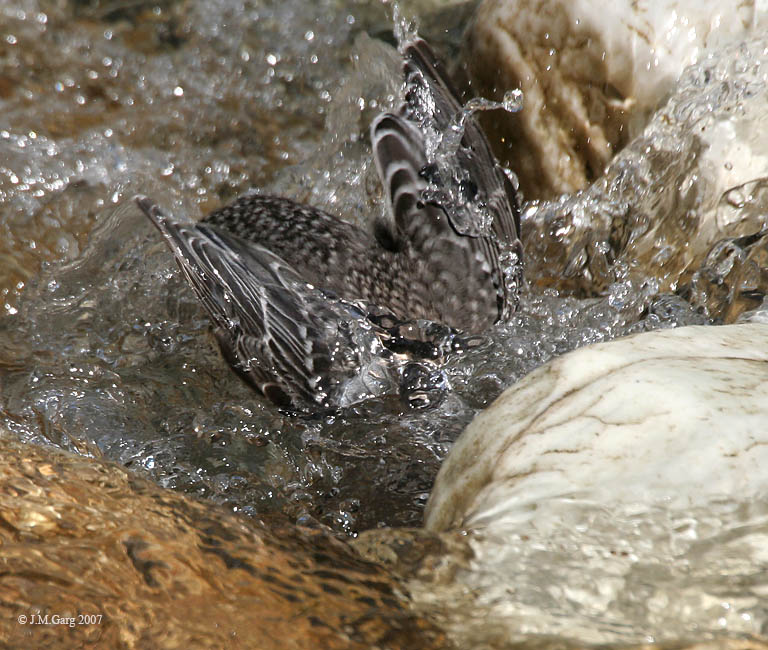
Giovane si immerge nel distretto di Kullu.

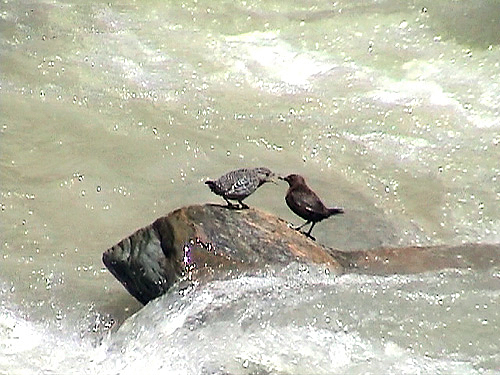
Giovane imbeccato in India.

Il periodo riproduttivo del merlo acquaiolo bruno va da dicembre ad agosto, con picco delle deposizioni in aprile nelle porzioni settentrionali e occidentali dell'areale e in febbraio nella sua porzione centrale: si tratta di uccelli monogami, nei quali il maschio cerca di attrarre la potenziale compagna cantando con versi simili a quelli dell'usignolo maggiore, per poi mostrarle in una serie di movimenti rituali il bianco delle palpebre ed eventualmente montarla qualora essa si mostri interessata.
Il nido è di forma globosa e viene costruito dalla sola femmina con fibre vegetali e muschio: un piccolo tunnel, spesso nascosto da foglie morte, conduce a una camera di cova interna foderata inferiormente di foglie secche, all'interno della quale la femmina depone 3-7 uova, che cova per due settimane, al termine delle quali schiudono pulli ciechi ed implumi.

I nidiacei vengono accuditi dalla sola femmina (col maschio che si occupa di allontanare eventuali intrusi dal territorio e di nutrire la compagna intenta a covare e allevare la prole) fino all'involo, che avviene a circa due settimane di vita: a quel punto, è principalmente il maschio a prendersi cura di loro, continuando ad imbeccarli fino all'indipendenza, che viene raggiunta a una quarantina di giorni circa dalla schiusa.

## Distribuzione e habitat

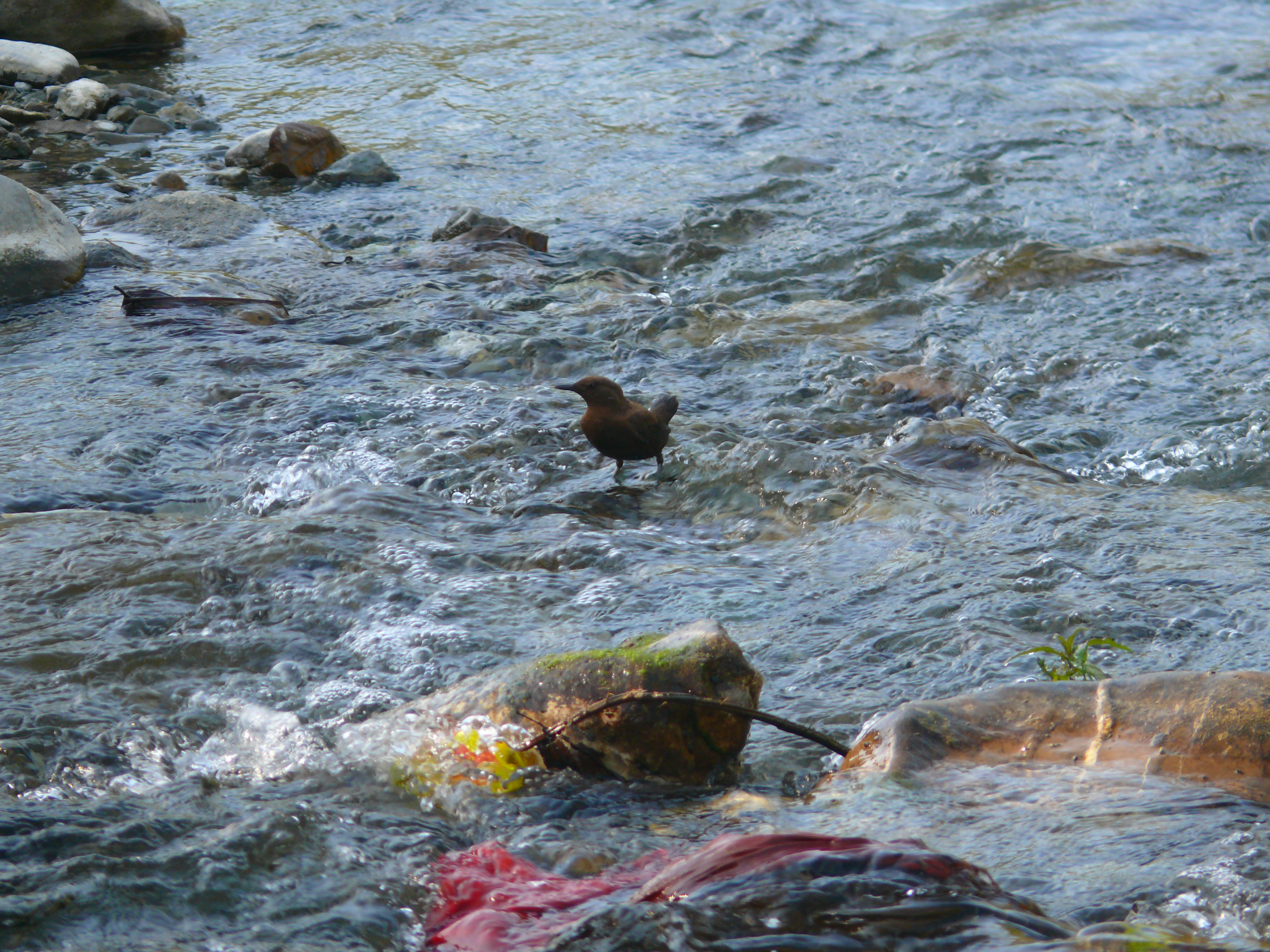
Esemplare in India.

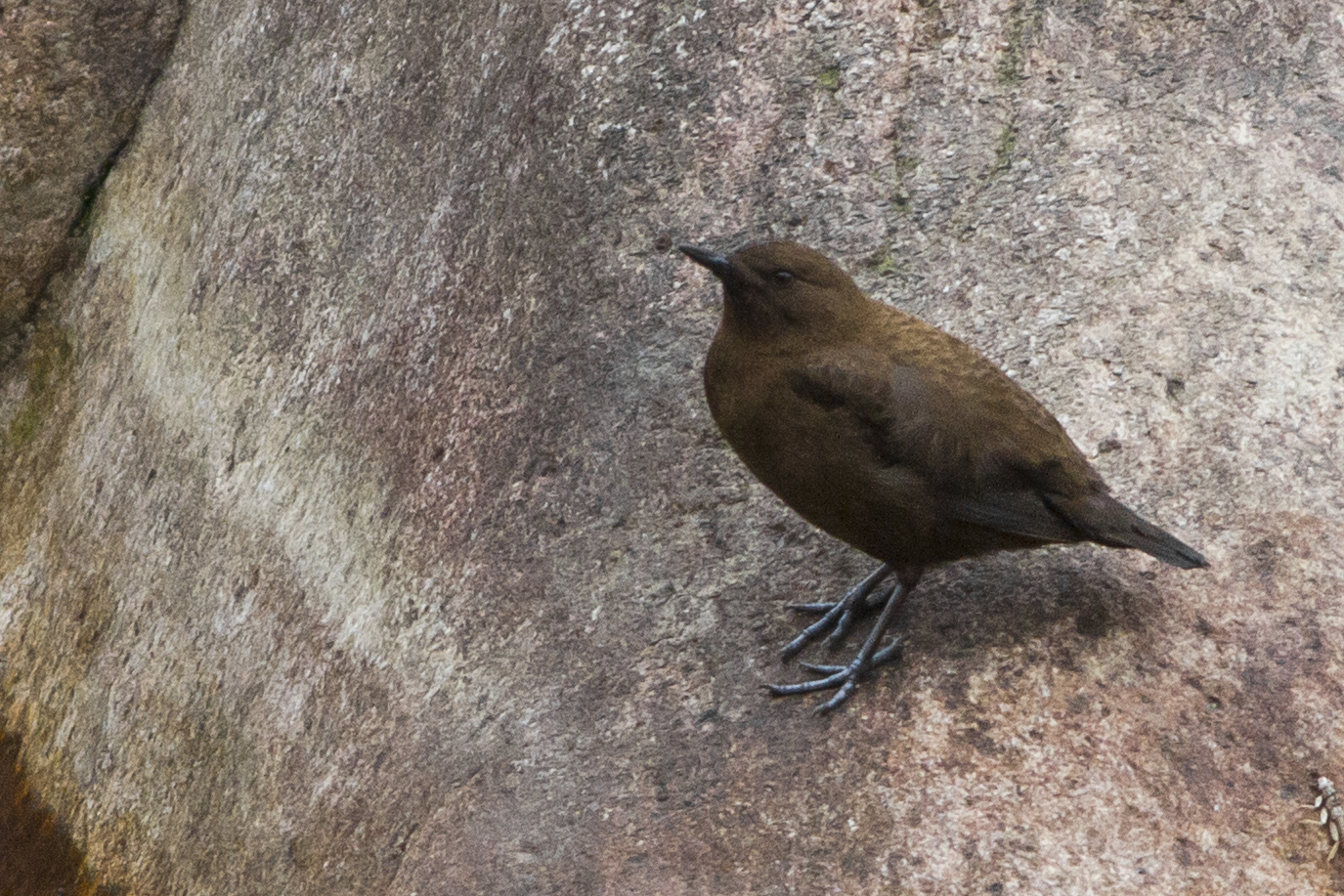
Esemplare nel Sikkim.

Il merlo acquaiolo bruno è diffuso in Asia, occupando un areale che va dalla Kamchatka al Tonchino attraverso la fascia costiera dell'Estremo Oriente russo, la Manciuria, la Corea, l'estremità orientale della Mongolia, la Cina centrale e orientale, Sakhalin, le isole Curili, il Giappone e Taiwan, e verso l'interno nel nord di Laos, Thailandia e Birmania (della quale popola anche i monti occidentali), lo Yunnan meridionale e occidentale e le pendici meridionali dell'Himalaya, ad ovest fino all'Afghanistan nord-occidentale e al Tian Shan.
L'habitat di questi uccelli è rappresentato dai torrenti montani impetuosi, dall'acqua bassa e cristallina.

## Sistematica
Se ne riconoscono tre sottospecie:

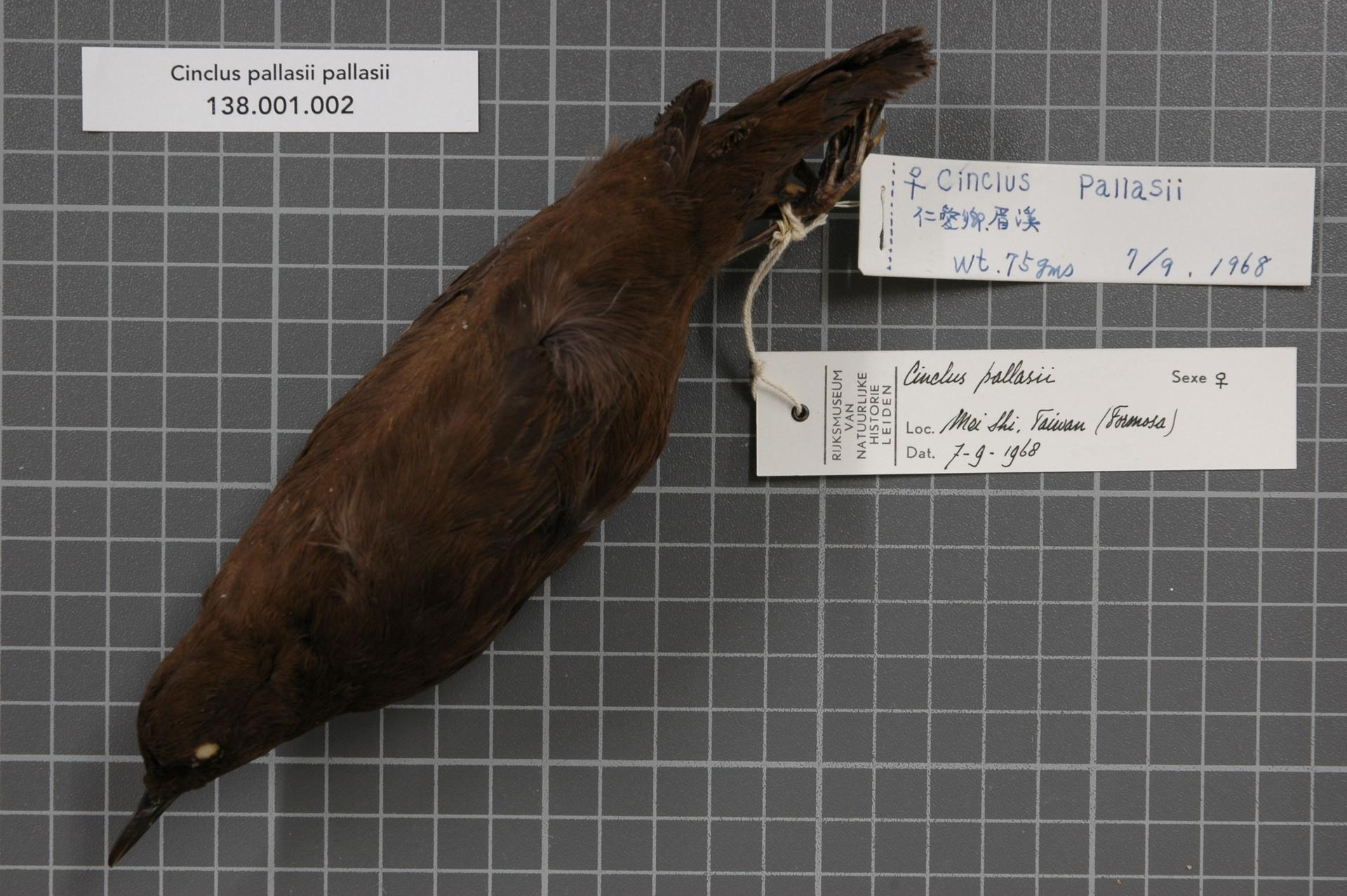
Femmina impagliata della proposta sottospecie marila (sottospecie nominale).

- Cinclus pallasii pallasii Temminck, 1820 - la sottospecie nominale, diffusa nella porzione orientale dell'areale (Estremo Oriente russo, Manciuria, Corea, costa della Cina, Giappone, Taiwan);
- Cinclus pallasii dorjei Kinnear, 1937 - diffusa nella porzione meridionale dell'areale occupato dalla specie (Himalaya e Tibet orientali, sud della Cina, nord del Laos e Tonchino);
- Cinclus pallasii tenuirostris Bonaparte, 1950 - diffusa nella porzione occidentale dell'areale (dal Tian Shan al Sikkim);

Alcuni autori riconoscerebbero inoltre le sottospecie yesoensis di Hokkaidō, hondoensis di Kyūshū, marila di Taiwan (sinonimizzate con la nominale) e undina dei monti Khasi (sinonimizzata con dorjei).